# Country Joe McDonald
Joseph Allen „Country Joe” McDonald (n. 1 ianuarie 1942, Washington, D.C., District of Columbia, SUA) este un muzician american, solistul formației de rock psihedelic din anii 1960 Country Joe and the Fish⁠(d).

## Biografie
McDonald s-a născut în Washington, D.C. și a copilărit în El Monte, California, unde a fost dirijor-student și președinte al fanfarei sale în timpul liceului. La vârsta de 17 ani, s-a înrolat în Marina Statelor Unite timp de trei ani și a fost transferat în baza americană din Japonia. După înrolare, a urmat un an la Los Angeles City College⁠(d). La începutul anilor 1960, a început să realizeze spectacole stradale⁠(d) pe Telegraph Avenue⁠(d) din Berkeley, California. Tatăl său, Worden McDonald, de loc din Oklahoma, era de origine scoțiană și lucra pentru o companie de telefonie. Mama sa, Florence Plotnick, a fost fiica unor imigranți evrei-ruși și a lucrat mulți ani pentru consiliul orașului Berkeley. În tinerețe, amândoi erau membri ai Partidului Comunist și și-au numit fiul după Iosif Stalin.

## Cariera
McDonald a înregistrat 33 de albume și a scris sute de melodii de-a lungul unei cariere de peste șase decenii. În 1965, acesta și Barry Melton⁠(d) au înființat Country Joe & the Fish⁠(d), una dintre primele formații de rock psihedelic din lume, cunoscută pentru spectacolele sale eclectice susținute la Avalon Ballroom⁠(d), Fillmore Auditorium⁠(d), Festivalul Internațional de la Monterey⁠(d) din 1967, la prima ediție a Festivalului de la Woodstock și la Reuniunea Woodstock din 1979⁠(d).
Cel mai cunoscut cântec al lor este „The "Fish" Cheer/I-Feel-Like-I'm-Fixin'-to-Die Rag⁠(d)" (1965), o melodie comică⁠(d) despre războiul din Vietnam, al cărui refren familiar („One, two, three, what are we fighting for?”) este bine cunoscut generației Woodstock și veteranilor din Vietnam⁠(d) din anii 1960 și 1970. McDonald a scris melodia în aproximativ 20 de minute pentru o piesă de teatru anti-intervenției militare în Vietnam. Melodia „Fish Cheer” s-a transformat în „Fuck Cheer” după Free Speech Movement⁠(d) din Brekeley. În vara anului 1968, formația a cântat la Festivalul muzical Schaefer⁠(d). Gary „Chicken” Hirsh⁠(d) a sugerat schimbarea cuvântului „fish” cu „Fuck” înaintea concertului. Deși publicul a aclamat modificarea, conducerea festivalului le-a interzis acestora să mai participe la festivalul Schaefer. Formația trebuia să susțină un concert în emisiunea The Ed Sullivan Show⁠(d), însă apariția a fost anulată. McDonald a fost arestat pentru obscenitate și amendat cu 500 de dolari pentru că a rostit „Fuck” în public.
McDonald a decis în cele din urmă să urmeze o carieră solo. Unul dintre albumele sale - Paris Sessions - a fost revizuit de Robert Christgau în Christgau's Record Guide: Rock Albums of the Seventies⁠(d) (1981), în care spunea: „Incredibil. Tipul (repet: tipul) a scris cântece feministe care sunt atât captivante, cât și sensibile”.
În 2003, McDonald a fost dat în judecată pentru încălcarea drepturilor de autor- cea mai cunoscută melodie a sa, și în special versul „One, two, three, what are we fighting for?”, fiind derivat din melodia jazz „Muskrat Ramble⁠(d)” din 1926 scrisă de Kid Ory⁠(d). Procesul a fost deschis de fiica lui Ory, Babette, care deținea drepturile de autor la acea vreme. Întrucât deja trecuseră decenii de când McDonald a compus cântecul, Ory a adus în discuție o nouă versiune a melodiei înregistrată în 1999. Totuși, tribunalul  atras atenția asupra faptului că Ory și tatăl ei cunoșteau versiunea originală a cântecului, inclusiv secțiunea problematică, timp de aproximativ trei decenii și nu au deschis un proces. În 2006, Ory a fost obligată să-i plătească lui McDonald 395.000 de dolari pentru onorariile avocatului și a trebuit să-și vândă drepturile de autor pentru a face acest lucru.
În 2004, McDonald s-a reunit cu membrii originali ai formației Country Joe and the Fish (Bruce Barthol⁠(d), David Bennett Cohen⁠(d) și Gary „Chicken” Hirsh) și au organizat un turneu în Statele Unite și Marea Britanie sub numele de „Country Joe Band”.
În 2005, McDonald a luat parte la un protest amplu împotriva tăierilor bugetare propuse de guvernatorul Californiei Arnold Schwarzenegger la clădirea Capitoliului din California. Mai târziu în același an, comentatorul politic Bill O'Reilly⁠(d) l-a comparat pe McDonald cu președintele cubanez Fidel Castro, menționând despre implicarea lui McDonald în protestele anti-război organizate de Cindy Sheehan⁠(d).

## Discografie
- Thinking of Woody Guthrie (1969, Vanguard 6546)
- Tonight I'm Singing Just for You (1970, Vanguard 6557)
- Quiet Days in Clichy (Soundtrack) (1970, Vanguard 79303) 5 original songs
- Hold On It's Coming (1971, Vanguard 79314)
- War War War (1971, Vanguard 79315)
- Incredible! Live! (1972, Vanguard 79316) Live album
- Paris Sessions (1973, Vanguard 79328)
- Country Joe (1974, Vanguard 79348)
- Paradise with an Ocean View (1975, Fantasy 9495)
- Essential Country Joe McDonald (1976, Vanguard 85/86)
- Love Is a Fire (1976, Fantasy 9511)
- Goodbye Blues (1977, Fantasy 9525)
- Rock N Roll from Planet Earth (1978, Fantasy 9544)
- Leisure Suite (1979, Fantasy 9586)
- Into the Fray (1981, Rag Baby 2001) Live in Germany
- On My Own (1981, Rag Baby 1012)
- Animal Tracks (1983, Animus UK FEEL 1)
- Child's Play (1983, Rag Baby 1018)
- Peace on Earth (1984, Rag Baby 1019)
- Vietnam Experience (1986, Rag Baby 1024/25)
- Classics (1989, Fantasy 7709)
- Best of Country Joe McDonald: The Vanguard Years (1969–1975) (1990, Vanguard 119/20)
- Superstitious Blues (1991, Rag Baby 1028)
- Carry On (1995, Rag Baby 1029)
- Something Borrowed, Something New (The Best Of) (1998, Rag Baby 1030)
- Eat Flowers and Kiss Babies Live with Bevis Frond (1999, Woronzow 33)
- www.countryjoe.com (2000, Rag Baby 1032)
- Crossing Borders with M.L. Liebler (2002, Rag Baby 1034)
- A Reflection on Changing Times (2003) Italy-only rerelease of early Vanguard albums
- Natural Imperfections with Bernie Krause (2005, Rag Baby 1037)
- Country Joe Live at the Borderline (2007, Rag Baby 1038)
- Vanguard Visionaries: Country Joe McDonald (2007, Vanguard 73171)
- War, War, War (Live) (2008, Rag Baby 1040)
- A Tribute to Woody Guthrie (2008, Rag Baby 1039)
- Time Flies By (2012, Rag Baby 1041)
- 50 (2017 Rag Baby 1042)